# Kypséli (ort i Grekland, Epirus)
Kypséli är en ort i Grekland.   Den ligger i prefekturen Nomós Ártas och regionen Epirus, i den centrala delen av landet, 270 km nordväst om huvudstaden Aten. Kypséli ligger 614 meter över havet och antalet invånare är 404.
Terrängen runt Kypséli är kuperad åt sydväst, men åt nordost är den bergig. Runt Kypséli är det glesbefolkat, med 13 invånare per kvadratkilometer. Närmaste större samhälle är Prámanta, 16,4 km norr om Kypséli. I omgivningarna runt Kypséli växer i huvudsak blandskog.